# Hůry
Hůry jsou obec v okrese České Budějovice v Jihočeském kraji, zhruba šest kilometrů severovýchodně od centra Českých Budějovic. Žije zde 610 obyvatel. V Hůrách zastavuje autobus do Rudolfova a také spoj mezi Lišovem a Českými Budějovicemi.

## Název
Název Hůry je odvozen ze slova hora, které označovalo místo těžby surovin. V historických pramenech se objevuje ve tvarech: Hory (1378), Německé Hory (1490), Niemeczky hory (1562), Hory Niemeczke (1601), Hur (1720), Hur nebo Niemeczky Hory (1789) a Hur nebo Hure (1841).

## Historie

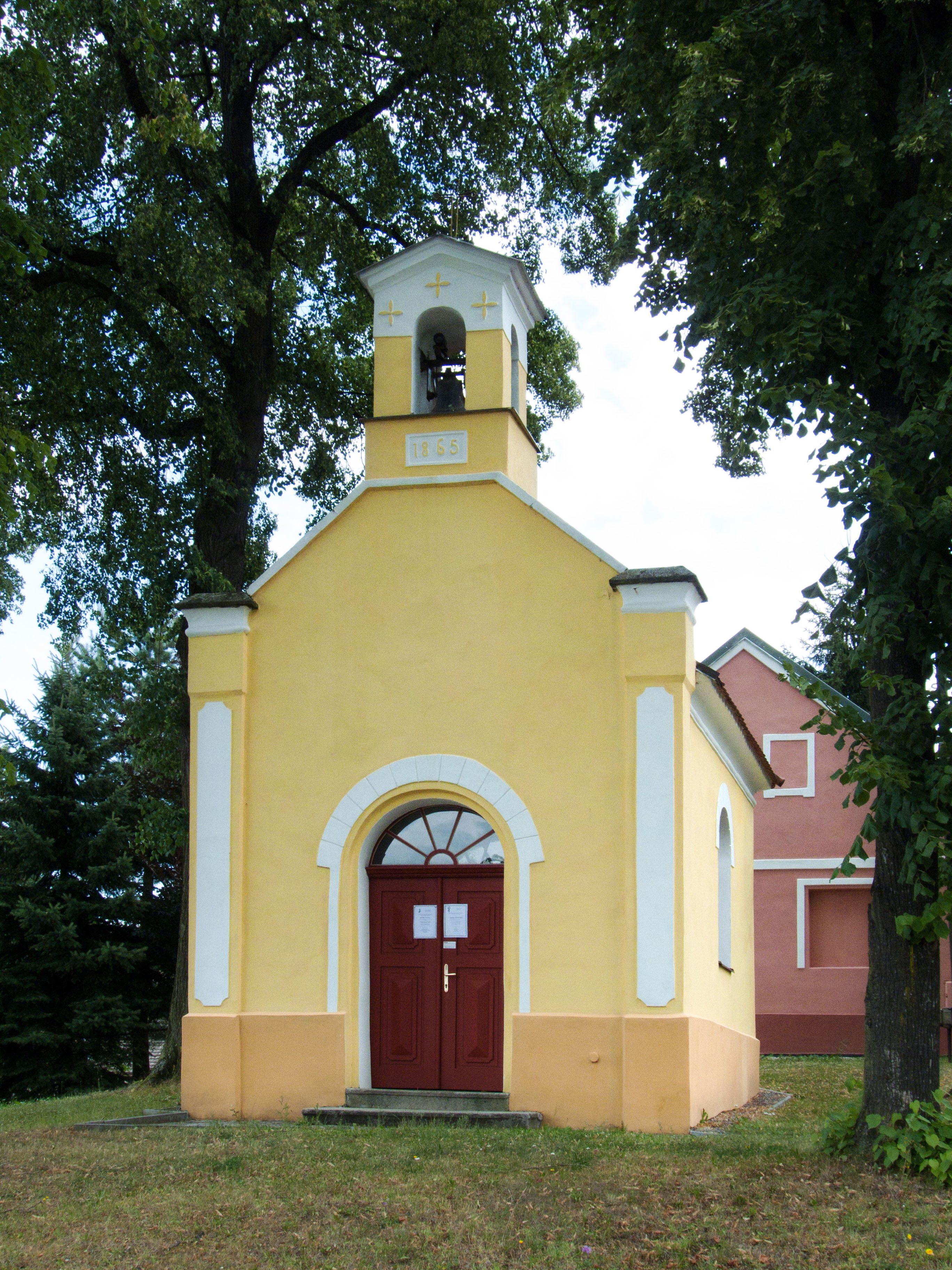
Kaple svatého Floriána

První písemná zmínka o vsi pochází z roku 1378. Jiné zdroje uvádějí, že první písemná zmínka pochází z roku 1350. Vesnice patřila pod hlubocké panství. V roce 1550 byla u Úsilného otevřena tzv. Eliášova dědičná štola, která se táhla až k Hůrám.  Současně byl otevřen důl Eliáš (také Werk) , který fungoval až do roku 1909. V roce 1581 se obec zúčastnila selské vzpoury proti Adamovi z Hradce. V začátku třicetileté války (v roce 1618) byla ves vyrabována a vypálena vojsky rabujícími Rudolfov.
Od roku 1850 jsou Hůry samostatnou obcí s výjimkou období 1976–1990, kdy patřily pod Rudolfov. Vesnice je stavebně srostlá se sousedním Adamovem, který byl v letech 1850–1922 její součástí.
Vzhledem k  poddolování měla obec nedostatek vody až do výstavby vodovodu v roce 1912. V roce 1940 byla obec elektrifikována.

### Starostové
- 1990-2002 Pavel Matoušek
- 2002–2006 Vladimír Pinc
- 2006–2014 Magdaléna Kubínová Šebelková[8]
- od 2014 Jiří Borovka[9]

## Osobnosti
- Alfréd Kindler, malíř, který zde žije[7]

## Bývalá prachárna
Na západním okraji katastrálního území obce, za dálnicí D3, se nachází objekt bývalé prachárny. Tento objekt byl součástí vojenského komplexu, který v těchto místech stál už od 18. století jako doplnění pevnostního systému Budějovic. I po rozpadu Rakouska-Uherska byl komplex po nějakou dobu využíván československou armádou. Během dlouhých let chátrání byla rozkradena střecha, shnilý krov se propadl, ale původní rozsáhlé klenby prachárny z pálených cihel vše přečkaly.
Objekt prachárny se dočkal částečné obnovy po jeho zakoupení panem Mrázkem. Prachárna byla opatřena plechovým zastřešením a areál slouží jako sklad dřeva a těžké techniky. Kromě vnitřních cihlových kleneb a systému odvětrávacích kanálků se z původního vojenského komplexu zachovaly také dvě úhlopříčně umístěné zděné strážní budky pro vojenskou ostrahu skladiště střelného prachu.

## Další pamětihodnosti
- Kaple svatého Floriána (uvádí se i Nejsvětější Trojice či Jan Nepomucký) ze druhé poloviny 19. století
- Památník padlých v první světové válce
- Boží muka u lípy
- Výklenková kaplička nedaleko čp. 102
- Křížek na návsi